# 懷門德姆
懷門德姆（Wymondham）是英格蘭諾福克郡的一個城市，位於諾維奇東南9.5英里。2011年，有人口14,405人。